# Veliki skovik
Veliki skovik (znanstveno ime Otus scops) je nočna ptica iz družine sov.

## Razširjenost
Razširjen je od južne Evrope in severozahodne Afrike proti vzhodu do severne Mongolije in Japonske, na jugu pa do Indije, Šri Lanke, Malaje in vse do Bornea. Zadržuje se v redko zaraščenih gozdovih, parkih, palmovih gajih in sadovnjakih, kjer tudi gnezdi enkrat letno, samica pa odloži aprila ali maja od 3-6 jajc v duplo v deblu drevesa.
Glavna hrana velikega skovika so velike žuželke (kobilice, hrošči, vešče,...) in manjši vretenčarji (miši, žabe, kuščarji,...) ter nevretenčarji (deževniki,..).

## Telesne značilnosti
Veliki skovik je majhna sova, velika približno kot škrjanec. Doseže 19 - 21 cm v dolžino in ima razpon peruti od 47 – 54 cm. Značilnost te ptice so obušesni čopki in varovalna barva, ki se zliva z okoljem v katerem živi. Tako je na Slovenskem veliki skovik večinoma rjavo-sivih odtenkov, vzorec pa je podoben lubju dreves, na katerih se zadržuje. Kot vse sove ima velike oči, ki so pri tej vrsti svetle barve in so, kot pri vseh sovah, nepremično pritrjene v jamicah.

## Oglašanje
Med parjenjem se samec oglaša z značilnim zvokom »kiuh« v kratkih intervalih. Njegov klic spominja na besedo čuk, kakor se je ta ptič včasih dejansko imenoval. Zmedo je »zakrivil« Fran Erjavec, ki ga je v svoji knjigi Domače in tuje živali v podobah označil za skovika. Knjiga je bila med ljudmi zelo priljubljena, zato se je napačno ime ohranilo do danes, čuk pa zdaj pravimo sovi z znanstvenim imenom Athene noctua.